# 佐賀県立鹿島実業高等学校
佐賀県立鹿島実業高等学校（さがけんりつ かしまじつぎょうこうとうがっこう, Saga Prefectural Kashima Business High School）は、かつて佐賀県鹿島市大字高津原539に所在の県立高等学校。通称は「鹿実」（かじつ）。

## 概要
設置課程・学科
- 全日制課程
  - 食品調理科
  - 商業科
    - 商業科は2年次より商業科と情報処理科に分かれる

校訓
「大志・練磨・創造」- 1993年（平成5年）に制定
校章
校歌
作詞 - 鍋島直紹
作曲 - 江口保之
4番まであり、各番とも「鹿島実業高」が登場する
スクールマスコット
「エコの助」

## 沿革
実業学校・農商学校時代
- 1926年（大正15年） - 鹿島立教公民学校として創立。この年を創立年とする。
- 19××年（実施年不明）- 鹿島立教実業学校と改称
- 1947年（昭和22年）3月 - 県に移管され、佐賀県立鹿島農商学校と改称。農学部・商学部・水産学部・女学部を有していた。

鹿島高等学校時代
- 1948年（昭和23年）4月1日 - 学制改革に伴い、鹿島中学校、鹿島高等女学校と統合し、佐賀県立鹿島高等学校となる
  - 統合当初、三部制がとられ、以下のように区分されていた
    - 第一部 - 全日制 男子普通科（旧制中学校）
    - 第二部 - 全日制 女子普通科・家政科（旧高等女学校）
    - 第三部 - 全日制 農業科・商業科
- 1948年（昭和24年）4月
  - 三部制が廃止され、完全な男女共学校となる。商業科・農業科・家庭技芸科を設置。
  - 定時制家庭科の塩田分校が開校。校地は旧・塩田町立家政女学校[3]。
- 1953年（昭和28年）4月 - 職業課程として家庭科課程を設置

鹿島実業高等学校 独立
- 1955年（昭和30年）4月1日 - 農業科・商業科・家庭課程と塩田分校が、佐賀県立鹿島実業高等学校（現校名）として分離・独立
  - 設置学科
    - 全日制 - 家庭科（後に家政科）・農業科・商業科
    - 定時制 - 家庭科・農業科・商業科
- 1957年（昭和32年）- 創立30周年を記念して校歌を制定
- 1966年（昭和41年）4月1日 - 農業科を園芸科に改編
- 1967年（昭和42年）3月末 - 塩田分校を廃止[3]
- 1970年（昭和45年）- 浜町に校舎が完成し、園芸科が移転
- 1983年（昭和58年）3月31日 - 園芸科（全日制・定時制ともに）を閉科。浜町の園芸科校舎を廃止。
- 1985年（昭和60年）- 新校舎が完成
- 1988年（昭和63年）- 定時制商業科の募集を停止
- 1989年（平成元年）4月1日 - 情報処理科を新設
- 1991年（平成3年）3月31日 - 定時制商業科を閉科。家政科を食品調理科と生活経営科（生活情報コース・服飾デザインコース）に改編。
- 1993年（平成5年）- 校訓「大志・錬磨・創造」を制定
- 2000年（平成12年）4月1日 - 生活情報コースを生活福祉コースに改称
- 2001年（平成13年）4月1日 - 生活福祉コースの3年次に介護員養成研修3級課程、2年次に介護員養成研修2級課程を開設
- 2007年（平成19年）4月1日 - 生活福祉コースに介護職員基礎研修課程を開設し、介護員養成研修2級課程を廃止
- 2009年（平成21年）- 生活経営科の募集を停止
- 2011年（平成23年）3月31日 - 生活経営科を閉科
- 2018年（平成30年）4月1日 - 佐賀県立鹿島高等学校と統合し（新校）佐賀県立鹿島高等学校が開校。鹿島実業の校舎は大手門学舎として活用される。それに伴い商業科・情報処理科・食品調理科が募集停止する。
- 2020年3月 - 閉校。

## 学校行事
3学期制

### 1学期
- 入学式
- 開校記念日、開校記念遠足（和泉式部公園）
- 生徒会選挙 - 鹿島市役所の協力で実際に選挙で使用される投票箱等を用いて役員選挙を行う
- 県高総体
- 海の日清掃活動 - 有明海の清掃を行う
- インターンシップ - 食品調理科は2年次に、商業科は1年次に職場就業体験を行う
- 市民セミナー

### 2学期
- 体育祭
- 文化祭
- 牡丹餅（ぼたもち）会[4]

### 3学期
- 修学旅行（北海道スキー研修）
- 鹿実学習体験フェア - 販売実習や課題研究発表、平成23年までは生活経営科服飾デザインコースによるファッションショーも行われていた
- 卒業式

## 部活動

### 運動部
- 弓道部
- レスリング部
- バスケットボール部
- バレーボール部
- 野球部
- 女子テニス部
- 陸上部
- サッカー部
- 男子テニス同好会
- バドミントン愛好会

### 文化部
- 手芸部
- 食物部
- 茶道部
- 華道部
- ワープロ部
- 新聞部
- 美術部
- JRC（Junior Red Cross）
- 情報処理部
- 簿記

## 同窓会
- 「大手門会」と称する
  - 関東・関西・福岡の3ヶ所に支部を置く

## アクセス
- 最寄りの駅

JR九州長崎本線「肥前鹿島駅」
- 最寄りの停留所

鹿島市営 高津原のりあいタクシー高校線「鹿島実業高校」停留所
- 最寄りの道路

国道207号、鹿島バイパス（国道207号）、佐賀県道309号山浦肥前鹿島停車場線

## 周辺
- 佐賀県立鹿島高等学校
- 鹿島市立西部中学校
- 鹿島市立鹿島小学校
- 旭ヶ岡保育園
- 鹿島自動車学校
- 鹿島市役所
- 鹿島郵便局
- 鹿島城跡
- 医療法人犬塚病院
- 中川

## 主な出身者
- 貞包里穂（バレーボール選手：ヴィクトリーナ姫路）※ユニバーシアード代表